# 8.8 cm Raketenwerfer 43
El 8,8 cm Raketenwerfer 43 Puppchen (la "petita nina" en alemany) va ser un canó llançacoets antitancs, que feia servir munició de calibre 8,8 cm, i utilitzat per la Wehrmacht durant la Segona Guerra Mundial. El Raketenwerfer 43 va ser entregat a les forces d'infanteria per ser utilitzat com a arma antitanc. La arma era utilitzada des d'una plataforma amb rodes, que llança una granada RPzB. Gr. 4312. La granada té una cua curta de 490 mm, comparat amb els 650 mm de la granada elèctrica RPzB. Gr. 4322 del Panzerschreck.

## Producció
Aproximadament 3.000 unitats van ser completades entre 1943 i 1945. Va ser construït en un número bastant inferior que el Panzerschreck, que estava basat amb el bazooka americà o el panzerfaust alemany, que eren llança coets, que llançaven una granada autopropulsada, amb un cap d'alt explosiu antitancs. Això es va deure a que es va veure que amb un tub amb un sistema d'ignició era suficient per llançar un coet de 8,8 cm, en comptes d'una elaborada peça d'artilleria en miniatura. Encara que el seu visor, la seva punteria i l'abast del projectil duplicaven al Panzerschreck, era molt més car, pesant i la seva producció durava més que la majoria d'armes antitancs alemanyes de l'època (panzerfaust o panzerschreck).